# Из породы беглецов
«Из породы беглецов» (англ. The Fugitive Kind) — американская драма режиссёра Сидни Люмета по пьесе Теннесси Уильямса «Орфей спускается в ад» (1957). Премьера фильма состоялась 14 апреля 1960 года. Тогда же лента получила приз за лучшую режиссуру (Сидни Люмет) и за лучшую женскую роль (Джоан Вудворд) на кинофестивале в Сан-Себастьяне.

## Сюжет

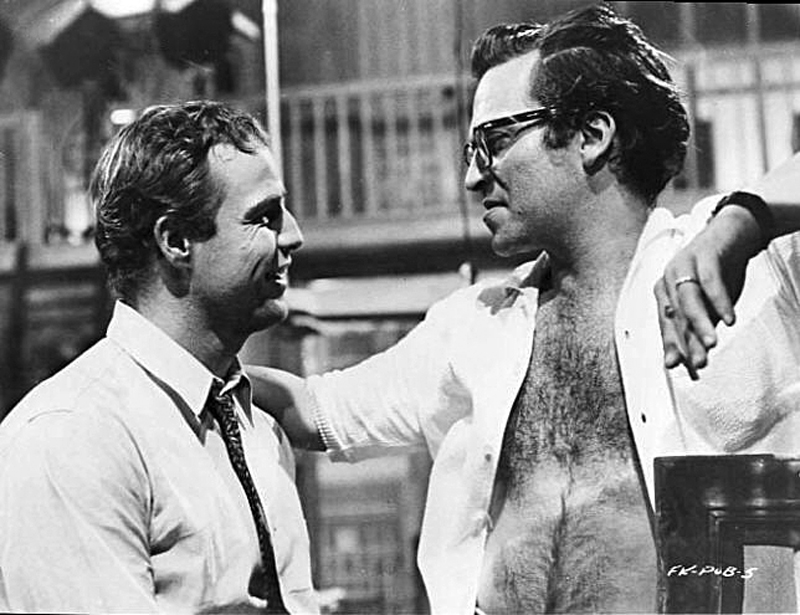
Марлон Брандо (слева) и Сидни Люмет на съёмках фильма «Из породы беглецов»

Валентин Ксавьер, красавец-бродяга без роду и племени, прозванный за свой пиджак «Змеиной кожей», приезжает в провинциальный городок и устраивается на работу в магазин, которым управляет Леди Торренс, женщина, чей старый, озлобленный на жизнь, муж Джейб умирает от рака. Кэрол Катрир, взбалмошная местная притча во языцех, тщетно домогается Валентина, но им пленяется и хозяйка магазина, а жена шерифа  делится с Вэлом своими видениями, показывает ему свои картины. Мужчины городка смотрят на Вэла настороженно и не доверяют его красоте. Их подозрительность достигает высшей точки, когда ревнующий шериф предлагает парню покинуть город до восхода солнца. Дальнейшие события развиваются стремительно и приводят к трагической развязке.

## В ролях
- Марлон Брандо — Валентин «Змеиная кожа» Ксавьер
- Анна Маньяни — Леди Торренс
- Джоан Вудворд — Кэрол Катрир
- Виктор Джори — Джейб М. Торренс
- Морин Стэплтон — Ви Тэлбот
- Р. Дж. Армстронг — шериф Джордан Тэлботт
- Эмори Ричардсон — колдун (англ. the Conjure Man)
- Мадам Спиви — Руби Лайтфут
- Салли Грейси — Долли
- Люсиль Бенсон — Бьюла Биннингс
- Джон Барагрей — Дэвид Катрир
- Бен Джаффе — «Пёс» Хэмма (англ. 'Dog' Hamma)
- Джо Браун-мл. — «Пи-пи» Биннингс
- Вирджилия Чу — медсестра Портер

## Наследие
Бобби Купид, герой Люка Уилсона из фильма режиссёра Ларри Чарльза «Шоу века» (2003), носит пиджак из змеиной кожи как дань уважения герою Марлона Брандо.

### Рецензии
- Tennessee Williams at the Mill of Rubes: THE FUGITIVE KIND (англ.)
- Review by Bosley Crowther (англ.)
- Review by Fernando F. Croce (англ.)
- The Fugitive Kind: When Sidney Went to Tennessee (англ.)
- The Fugitive Kind (1960) - #515 (англ.)
- Review by CHRISTOPHER LONG (англ.)
- A stagy and ponderous film that lacks soul (англ.)
- The Films of Sidney Lumet (англ.)
- Review by Variety Staff (англ.)